# Лапицкий, Виктор Евгеньевич
Виктор Евгеньевич Лапицкий (род. 30 июля 1951, Ленинград) — российский переводчик, писатель, философ-эссеист.

## Биография и творчество
Окончил математико-механический факультет ЛГУ, кандидат физико-математических наук. Печатался в самиздатском «Митином журнале» и другой прессе андерграунда, временами — под псевдонимом. Первый опубликованный перевод — роман Бориса Виана «Пена дней» (1979). Переводчик-первопроходец. Первым перевёл и опубликовал произведения Антонена Арто, Ролана Барта, Жоржа Батая, Пьера Беттанкура, Мориса Бланшо, Жюльена Грака, Жака Деррида, Жака Лакана, Пьера Клоссовского, Эммануэля Левинаса, Реймона Русселя, Эжена Савицкая, Эмиля Чорана и других представителей поисковой французской литературы и философии. Также первым перевёл с английского произведения Кэти Акер, Анджелы Картер, Уолтера Абиша.
Автор книги новелл «Борхес умер» (2000) и романа «Пришед на пустошь», написанного в 1983—1986 гг., но опубликованного в 2017.

## Признание
Лауреат Премии Андрея Белого в номинации «За заслуги перед литературой» (2000). Лауреат премии Мориса Ваксмахера (2010).

## Публикации
- Борхес умер. — СПб: Амфора, 2000
- Locus Solus. Антология литературного авангарда XX века. — СПб: Амфора, 2006
- После-словия. — СПб: Амфора, 2007
- Полночь: XXI век. Антология новейшей французской прозы от издательства «Minuit». Пер. с французского. — СПб: Амфора, 2008
- Пришед на пустошь. Роман. — СПб: Пальмира, 2017